# Parijs-Tours 2008
De 102e editie van Parijs-Tours werd gehouden op 12 oktober 2008. De wedstrijd startte in Saint-Arnoult-en-Yvelines en eindigde in Tours. De afstand was 252 kilometer.

## Verloop
Al vroeg in de etappe gingen er vier vluchters vandoor met daarin Tom Veelers. Toen deze groep drie minuten waagde David Zabriskie de sprong en sloot aan. Een grote voorsprong kregen ze echter nooit. Op ruim twintig kilometer van de streep werden ze teruggepakt.
Daarna probeerden verschillende renners te vergeefs weg te komen. Op 15 kilometer van de streep ontsnapte Mickaël Delage, Nicolas Vogondy, Sébastien Turgot en Jan Kuyckx. Vlak voor de finish reed Philippe Gilbert naar de kopgroep toe en bleef deze in de sprint voor. Achter de kopgroep won Tyler Farrar de sprint van het peloton.

## Uitslag
| Parijs–Tours 2008 (252 km) |                  |                      |          |
| Plaats                     | Naam             | Ploeg                | Tijd     |
| Winnaar                    | Philippe Gilbert | Française des Jeux   | 5u27'43" |
| 2                          | Jan Kuyckx       | Landbouwkrediet      | z.t.     |
| 3                          | Sébastien Turgot | Bouygues             | z.t.     |
| 4                          | Nicolas Vogondy  | Agritubel            | z.t.     |
| 5                          | Tyler Farrar     | Team Garmin-Chipotle | + 4"     |
| 6                          | Robbie McEwen    | Silence-Lotto        | z.t.     |
| 7                          | Erik Zabel       | Team Milram          | z.t.     |
| 8                          | Daniele Bennati  | Liquigas             | z.t.     |
| 9                          | Kristof Goddaert | Topsport Vlaanderen  | z.t.     |
| 10                         | Tom Boonen       | Quick Step           | z.t.     |
|                            |                  |                      |          |
| 12                         | Roy Curvers      | Skil-Shimano         | 1        |

1896 · 
1897-1900 · 
1901 · 
1902-1905 · 
1906 · 
1907 · 
1908 · 
1909 · 
1910 · 
1911 · 
1912 · 
1913 · 
1914 · 
1915-1916 · 
1917 · 
1918 · 
1919 · 
1920 · 
1921 · 
1922 · 
1923 · 
1924 · 
1925 · 
1926 · 
1927 · 
1928 · 
1929 · 
1930 · 
1931 · 
1932 · 
1933 · 
1934 · 
1935 · 
1936 · 
1937 · 
1938 · 
1939 · 
1940 · 
1941 · 
1942 · 
1943 · 
1944 · 
1945 · 
1946 · 
1947 · 
1948 · 
1949 · 
1950 · 
1951 · 
1952 · 
1953 · 
1954 · 
1955 · 
1956 · 
1957 · 
1958 · 
1959 · 
1960 · 
1961 · 
1962 · 
1963 · 
1964 · 
1965 · 
1966 · 
1967 · 
1968 · 
1969 · 
1970 · 
1971 · 
1972 · 
1973 · 
1974 · 
1975 · 
1976 · 
1977 · 
1978 · 
1979 · 
1980 · 
1981 · 
1982 · 
1983 · 
1984 · 
1985 · 
1986 · 
1987 · 
1988 · 
1989 · 
1990 · 
1991 · 
1992 · 
1993 · 
1994 · 
1995 · 
1996 · 
1997 · 
1998 · 
1999 · 
2000 · 
2001 · 
2002 · 
2003 · 
2004 · 
2005 · 
2006 · 
2007 · 
2008 · 
2009 · 
2010 · 
2011 · 
2012 · 
2013 · 
2014 · 
2015 · 
2016 · 
2017 · 
2018 · 
2019 ·
2020 ·
2021 ·
2022 ·
2023 ·
2024 ·